# Eparchia di Balašicha

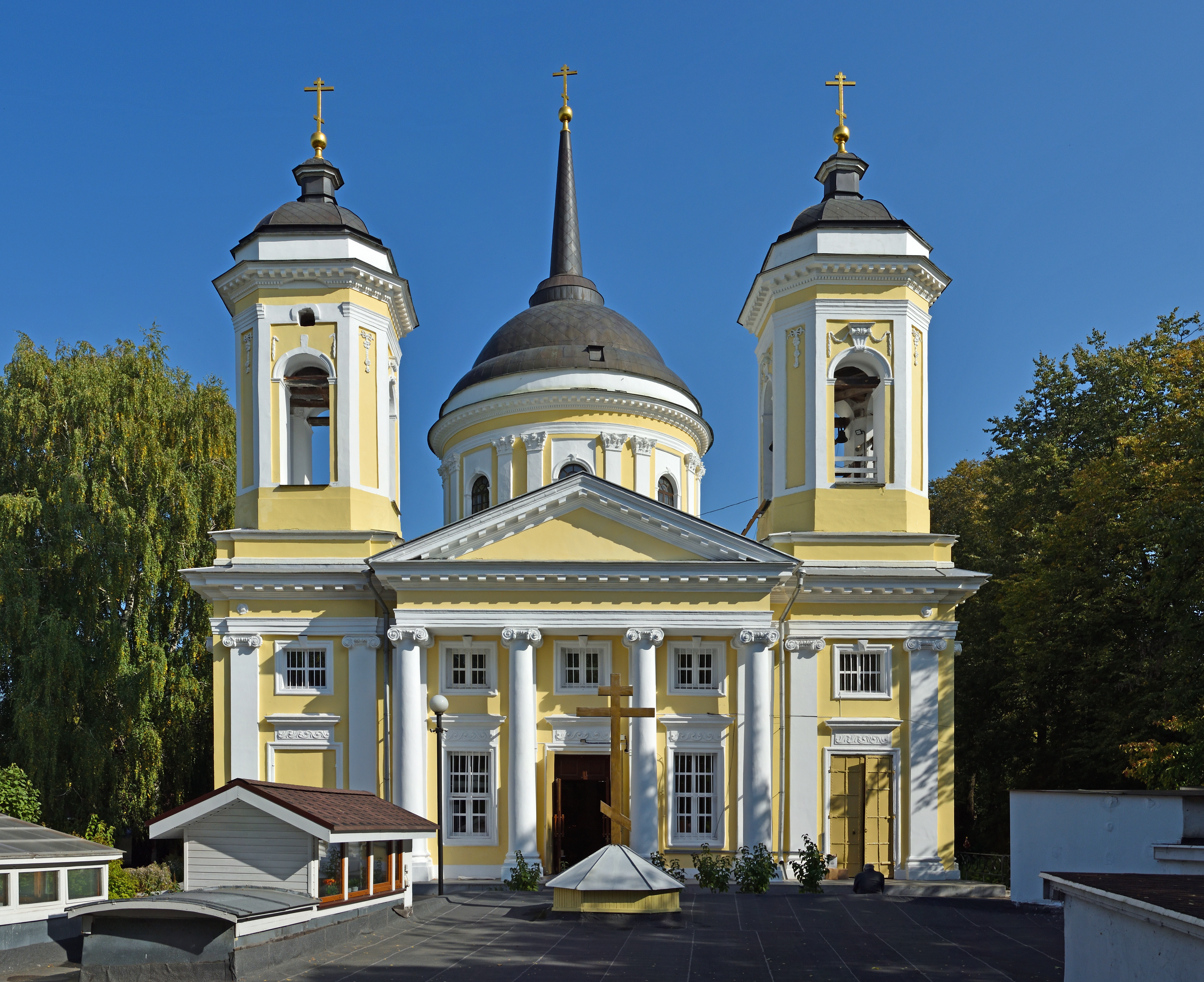
La cattedrale della Trasfigurazione del Signore di Balašicha.

L'eparchia di Balašicha (in russo Балашихинская епархия?) è una diocesi della Chiesa ortodossa russa, appartenente alla metropolia di Mosca.

## Territorio
L'eparchia comprende le città di Balašicha, Reutov, Orechovo-Zuevo, Ščëlkovo, Losino-Petrovskij, Bogorodskoe, Černogolovka, Šatura, Pavlovskij Posad, Ėlektrogorsk, Frjazino, Ėlektrostal' e Zvëzdnyj gorodok nella oblast' di Mosca nel circondario federale centrale.
Sede eparchiale è la città di Balašicha, dove si trova la cattedrale della Trasfigurazione del Signore.
L'eparca ha il titolo ufficiale di «eparca di Balašicha e Orechovo-Zuevo».

## Storia
L'eparchia è stata eretta dal Santo Sinodo della Chiesa ortodossa russa il 13 aprile 2021 ricavandone il territorio dall'eparchia di Mosca, e contestualmente è entrata a far parte della metropolia di Mosca.